# Michel Audiard
Michel Audiard (Parigi, 15 maggio 1920 – Dourdan, 28 luglio 1985) è stato uno sceneggiatore e regista francese.

## Biografia
Prolifico sceneggiatore specializzato nella stesura dei dialoghi, era il padre del regista Jacques Audiard.

## Vita privata
Il 3 maggio 1947 sposò Marie-Christine Guibert (detta Cri-Cri) nella Chiesa di San Domenico a Parigi. Da lei ebbe due figli: François (1949-1975) e Jacques (nato il 30 aprile 1952). Benché sempre sposato, nel 1953 ebbe un terzo figlio, non riconosciuto, Bruno Meynis de Paulin, che nel 2004 scrisse Être le fils de Michel Audiard (ed. Michel Lafon).

## Filmografia parziale

### Sceneggiatore
- Missione a Tangeri (Mission à Tanger), regia di André Hunebelle (1949)
- Caroline chérie, regia di Richard Pottier (1951)
- L'uomo della mia vita (L'Homme de ma vie), regia di Guy Lefranc (1952)
- Fate largo ai moschettieri! (Les Trois Mousquetaires), regia di André Hunebelle (1953)
- I giganti (Gas-oil), regia di Gilles Grangier (1955)
- Sangue alla testa (Le sang à la tête), regia di Gilles Grangier (1956)
- Il dado è tratto (Le rouge est mis), regia di Gilles Grangier (1957)
- Partita a tre (Trois jours à vivre), regia di Gilles Grangier (1957)
- Delitto sulla Costa Azzurra (Retour de manivelle), regia di Denys de La Patellière (1957)
- La trappola di Maigret (Maigret tend un piège), regia di Jean Delannoy (1957)
- I miserabili (Les Misérables), regia di Jean-Paul Le Chanois (1958)
- Il vizio e la notte (Le désordre et la nuit), regia di Gilles Grangier (1958)
- Le grandi famiglie (Les Grandes Familles), regia di Denys de la Patellière (1958)
- Archimede le clochard, regia di Gilles Grangier (1959)
- Perché sei arrivato così tardi? (Pourquoi viens-tu si tard?), regia di Henri Decoin (1959)
- Maigret e il caso Saint-Fiacre (Maigret et l'Affaire Saint-Fiacre), regia di Jean Delannoy (1959)
- Babette va alla guerra (Babette s'en va-t-en guerre), regia di Christian-Jaque (1959)
- Il presidente (Le président), regia di Henri Verneuil (1961)
- Un tassì per Tobruk (Un taxi pour Tobrouk), regia di Denys de la Patellière (1961)
- Il re dei falsari (Le cave se rebiffe), regia di Gilles Grangier (1961)
- Quando torna l'inverno (Un singe en hiver), regia di Henri Verneuil (1962)
- 100.000 dollari al sole (Cent mille dollars au soleil), regia di Henri Verneuil (1964)
- Marcia nuziale, regia di Marco Ferreri (1966)
- La fredda alba del commissario Joss, regia di George Lautner (1968)
- L'animale (L'animal), regia di Claude Zidi (1977)
- Poliziotto o canaglia (Flic ou voyou), regia di Georges Lautner (1979)
- Joss il professionista (Le Professionnel), regia di Georges Lautner (1981)
- Guardato a vista (Garde à vue), regia di Claude Miller (1981)
- Alzati spia (Espion, lève-toi), regia di Yves Boisset (1982)
- Mia dolce assassina (Mortelle randonnée), regia di Claude Miller (1983)
- Professione: poliziotto (Le marginal), regia di Jacques Deray (1983)
- Matrimonio con vizietto (Il vizietto III) (La Cage aux folles 3 - 'Elles' se marient), regia di Georges Lautner (1985)

### Regista
- La marche (1951)
- Non bisogna scambiare i ragazzi del buon Dio per delle anatre selvatiche (Faut pas prendre les enfants du bon Dieu pour des canards sauvages) (1968)
- Una vedova tutta d'oro (Une veuve en or) (1969)
- Lei non fuma, lei non beve, ma... (Elle boit pas, elle fume pas, elle drague pas, mais... elle cause!) (1970)
- Le drapeau noir flotte sur la marmite (1971)
- Le cri du cormoran, le soir au-dessus des jonques (1971)
- Rosamunda non parla... spara (Elle cause plus, elle flingue) (1972)
- Bons baisers... à lundi (1974)
- Vive la France - documentario (1974)
- Comment réussir... quand on est con et pleurnichard (1974)